# Garo (magazine)
Pour les articles homonymes, voir Garo.
Garo (ガロ) est un mensuel japonais de bande dessinée fondé par Katsuichi Nagai en juillet 1964 et disparu en décembre 2002. Spécialisé dans l'underground et les œuvres d'avant-garde, il joue un rôle déterminant dans l'histoire du manga d'auteur. Il connaît diverses périodes artistiques, des drames gauchistes de Sampei Shirato, à l'art abstrait, le surréalisme, l'ero-guro ou le punk. 

## Histoire

### Fondation
Dans les années 1950, le marché de la bande dessinée est partagé entre les périodiques des grands éditeurs (Kōdansha et Shōgakukan pour les principaux) et les librairies de prêt qui proposent de nombreux livres et revues plus variées à bas prix. L'éditeur Katsuichi Nagai travaille alors pour le second marché, pour lequel il publie les Carnets des arts martiaux d'un ninja (Sanyō-sha) de Sampei Shirato. Lorsque les librairies de prêt commencent à décliner, à la suite de l'arrivée de la télévision et du passage à un rythme hebdomadaire des publications des grands éditeurs, Nagai décide de fonder une revue à la fois pour publier la nouvelle série de Shiratō, La Vie de Kamui (カムイ伝, Kamui-den), et pour permettre à des auteurs qu'intéressant la possibilité d'être publiés sans contraintes formelles ou temporelles de l'être. 
Nagai crée la société d'édition Seirindō et Garo, du nom d'un personnage ninja de Shiratō, naît en septembre 1964, avec un premier numéro de 130 pages dont la plupart en noir et blanc, tiré à 8 000 exemplaires.

### 1964-1971: la revue d'avant-garde
Si dans le premier numéro on ne trouve que Shiratō, Shigeru Mizuki, Gōseki Kojima et du rédactionnel, la revue prend rapidement de l'ampleur : dès décembre La Vie de Kamui occupe en moyenne une centaine de pages de la revue ; les histoires courtes de Mizuki, déjà connu pour Kitaro le repoussant, connaissent un grand succès tandis que Yoshiharu Tsuge, auteur déjà célèbre de gekiga, en créant la bande dessinée autobiographique, attire l'attention des intellectuels. En septembre 1965, la première femme est publiée, Kuniko Tsurita : loin du Shōjo manga elle s'intéresse à la science-fiction comme aux mœurs japonaises. En 1966, c'est au tour de Susumu Katsumata, Ryōichi Ikegami et Maki Sasaki (précurseur des recherches de l'OuBaPo) de se faire connaître. En 1967, Yū Takita s'attaque à l'actualité, puis l'année suivante à ses souvenirs d'enfance, Seiichi Hayashi, arrivé la même année, marque le public en 1970 avec Élégie en rouge, en 1968, Tadao Tsuge, frère de Yoshiharu, fait également une entrée remarquée en s'interrogeant sur le sens de la vie après Hiroshima.
Les bandes dessinées publiées dans Garo, bien que variées, d'auteurs confirmés comme débutants, sont donc marquées par un souci de se détacher de la bande dessinée pour enfant et d'aller plus loin que le gekiga dans l'exploration des possibles de la bande dessinée, via l'engagement politique et l'inspiration littéraire. Le succès est rapide, avec un tirage de 80 000 exemplaires dès 1966. Voyant ce succès, les grands éditeurs décident de lancer des mensuels ou bimensuels qui en sont inspirés : COM, d'Osamu Tezuka (Mushi Production, janvier 1967), Manga Action (Futabasha, 1968), Big Comic (Shōgakukan, février 1968).

### Les années 1970: une revue au sommet de sa gloire
Avec le succès économique, le Japon devient plus conservateur et les rêves de la reconstruction s'éteignent. Les histoires de Garo deviennent plus sombres, derrière celles de Shinichi Abe, Ōji Suzuki ou Masuzō Furukawa. Garo continue d'attirer les artistes japonais d'avant-garde : le photographe Nobuyoshi Araki, l'artiste Genpei Akasegawa, l'auteur gekiga Yoshihiro Tatsumi, l'illustrateur Kazuichi Hanawa qui se lance alors dans la bande dessinée, le débutant Yukio Kawasaki. Plus tard dans les années 1970 arrivent Michio Hisauchi, Suehiro Maruo, Jun Miura, etc.
Shinbō Minami, assistant-éditeur nommé au début de la décennie, résume « en un terme qui devient rapidement à la mode, « l'intéressantissime », le dynamisme créatif et la diversité d'expressions représentatifs du Garo de cette période », dans un marché du période de manga de plus en plus segmenté selon l'âge, la profession ou le sexe du lecteur. À la fin des années 1970, les ventes du mensuel ont chuté, mais Seirindō publie également des livres, et l'influence de Garo a permis à la bande dessinée d'être reconnue comme objet culturel dès cette décennie.

### 1980-2002: le long déclin deGaro
Cependant, au tournant des années 1980 naissent de nouveaux hebdomadaires ou bimensuels s'adressant aux étudiants : les young magazines, moins originaux mais plus fédérateurs, comme Big Comic Spirits, alors que la bande dessinée expérimentale s'est déplacée vers les fanzines et le Comiket. Garo découvre encore des auteurs intéressants, comme Takashi Nemoto, Murasaki Yamada, Hajime Yamano, Hideyashi Moto, Usamaru Furuya (en 1994), Kiriko Nananan ou Q.B.B. (deux frères qui remportent le prix de la bande dessinée Bungeishunjū en 1998).
Cependant, les ventes déclinent fortement, avec 20 000 exemplaires en 1991 contre 1,5 million pour Big Comic). En 1991, Seirindō est revendu à une société de jeux vidéo et publications informatiques et Nagai perd du pouvoir au sein de sa revue, avant de décéder en 1996. En août 1997, la fin du magazine est annoncée. Il reparaît neuf mois en 1998 puis de janvier 2000 à juillet 2002 (bimensuellement à partir d'août 2001) mais le magazine n'est déjà plus lui-même. En 1998, ses auteurs d'alors les plus talentueux partent et fondent une nouvelle revue reprenant les principes de Nagai : AX est né.

## Influences

### Au Japon
Garo n'est pas un magazine extrêmement populaire mais son influence sur le manga et la société japonaise est considérable ; des mangakas découverts là connaissent le succès ailleurs, des films sont tirés d'histoires publiées dans le magazine, et le design graphique japonais actuel lui doit beaucoup (King Terry, Seiichi Hayashi, Shigeru Tamura). Des articles sur le magazine sont publiés dans des magazines grand public non-manga et, en 1994, le musée municipal de la ville de Kawasaki présente une exposition de ses dessinateurs. Il est la plaque tournante du manga d'« art » au Japon, inspirateur de magazines comme COM, fondé par Osamu Tezuka, ou Comic Baku.

### À l'étranger
Dans ses premières années, Garo n'échappe pas au fort désintérêt pour le Japon des autres pays consommateurs de bande dessinée. RAW, la revue d'Art Spiegelman, publie au début des années 1980 quelques auteurs de Garo et, au début des années 1990, Viz Comics publie une partie de Kamui de Sampei Shirato, sous le titre The Legend of Kamui. Blast Books publie également des mangas d'avant-garde, avec des bandes issues de Garo et The Comics Journal publie Screw Style de Yoshiharu Tsuge dans son numéro 250.
En France, il faut attendre l'émergence d'un intérêt pour le manga d'auteur, après la publication en 2002 de Quartier lointain de Jirō Taniguchi, pour que soit consacré un article à Garo dans une revue spécialisée (Neuvième Art, en 2004) puis pour que des auteurs de Garo soit publiés, à partir de 2006, comme Shigeru Mizuki chez Cornélius ou Shin'ichi Abe et Oji Suzuki aux éditions du Seuil. Le prix du meilleur album du Festival d'Angoulême 2007 est décerné à Mizuki pour NonNonBâ. 
En 2014, la Friche la Belle de Mai à Marseille accueille une exposition collective consacrée à la scène graphique alternative au Japon, « MANGARO », qui s'appuie sur les archives de la revue. Les œuvres des artistes originaux de Garo sont associées aux productions de leurs héritiers, publiés chez Seirin Kōgeisha ou dans les revues AX et mograg.  

## Mangakas ayant travaillé àGaro
- Shin'ichi Abe
- Suzy Amakane
- Yoshikazu Ebisu (en)
- Kazuichi Hanawa
- Seiichi Hayashi
- Hiroshi Masumura
- Ryōichi Ikegami
- Takashi Ishii
- Susumu Katsumata
- Suehiro Maruo
- Shigeru Mizuki
- Kiriko Nananan
- Nekojiru
- Shoichi Sakurai
- Carol Shimoda
- Sampei Shirato
- Hinako Sugiura
- Oji Suzuki
- Kan Takahama
- Shigeru Tamura
- Yoshihiro Tatsumi
- Tadao Tsuge (en)
- Yoshiharu Tsuge
- Kuniko Tsurita
- Shungicu Uchida
- Muddy Wehara
- Teruhiko Yumura (en) (King Terry)